# Cyclocosmia abramovi
Espèce
Cyclocosmia abramovi est une espèce d'araignées mygalomorphes de la famille des Halonoproctidae.

## Distribution
Cette espèce est endémique de la province de Nghệ An au Viêt Nam,. Elle se rencontre vers Con Cuông.

## Description
La femelle holotype mesure 20,0 mm.

## Systématique et taxinomie
Cette espèce a été décrite par Sherwood en 2024.

## Étymologie
Cette espèce est nommée en l'honneur d'Alexei V. Abramov. 

## Publication originale
- Sherwood, 2024 : « A new species of Cyclocosmia Ausserer, 1871 from Vietnam (Araneae: Halonoproctidae). » Arthropoda Selecta, vol. 33, no 1, p. 106-111.